# Peugeot 2008 I
Pour les articles homonymes, voir Peugeot 2008.
Le Peugeot 2008 I est la première génération de Peugeot 2008, un crossover urbain, produit par le constructeur automobile français Peugeot entre 2013 et 2023. Il est présenté au Salon de Genève 2013, après deux show-cars révélés aux salons de Pékin et Paris l'année précédente.

## Présentation

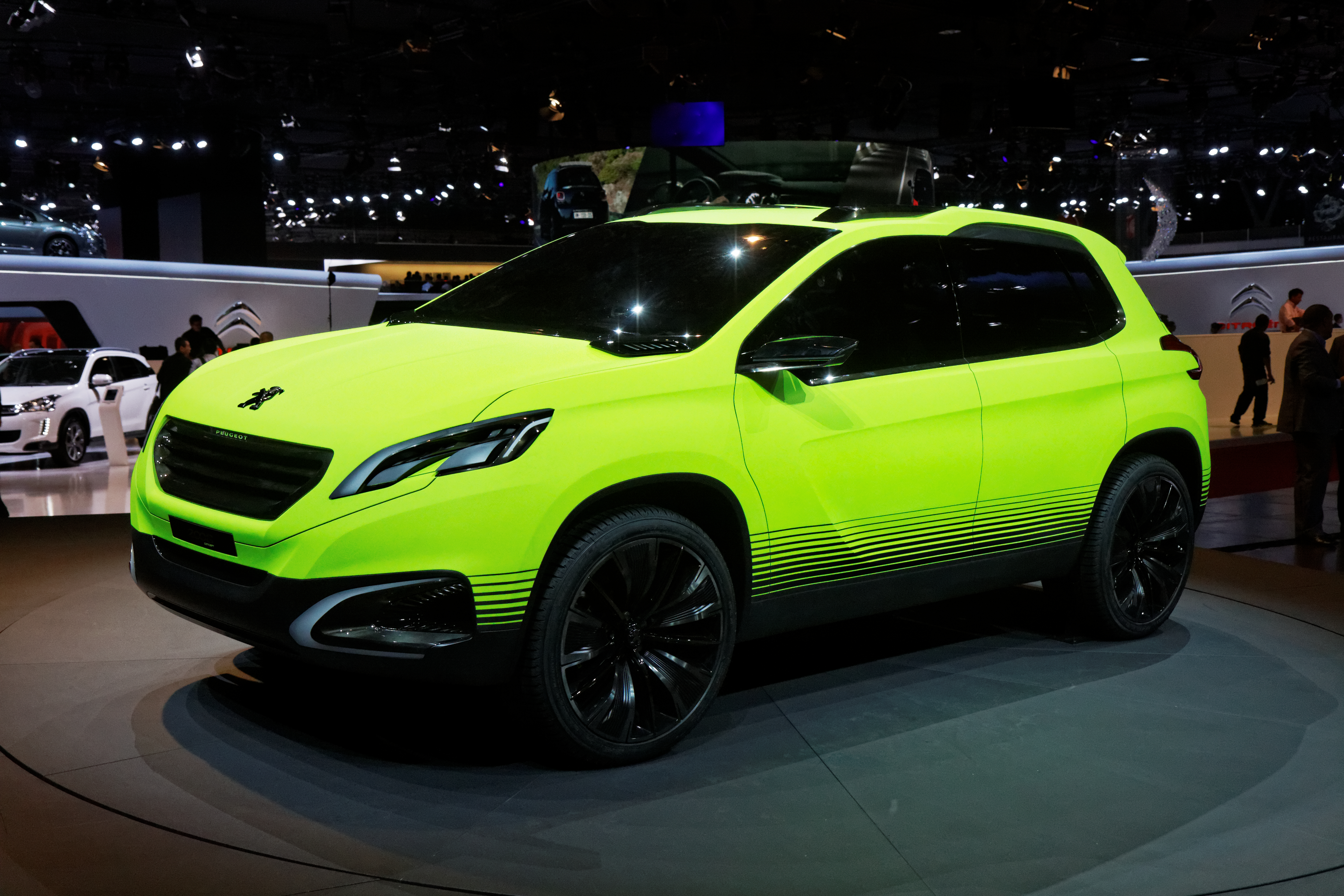
Peugeot 2008 Concept

Le Peugeot 2008 est un petit crossover Peugeot dérivé de la Peugeot 208 I. D'abord présenté dans une première version au salon de Pékin fin avril 2012, sous le nom Peugeot Urban Crossover Concept, ce modèle est également présenté dans une seconde version au Mondial de Paris de la même année, cette fois en tant que Peugeot 2008 Concept. 
Cette voiture, dessinée par l'équipe dirigée par le designer Pierre Authier, marque l'entrée de Peugeot dans le segment alors émergent des SUV urbains.
Elle est proposée avec les moteurs de la Peugeot 208 depuis son lancement commercial, le 26 avril 2013, et remplace au catalogue le break Peugeot 207 SW. Six mois après sa commercialisation, les ventes européennes de la 2008 s'élèvent à plus de 60 000 exemplaires, dont 25 000 en France, soit des ventes supérieures aux estimations de Peugeot (le constructeur tablait sur 100 000 ventes annuelles). De fait le site de Mulhouse a dû plus que doubler sa capacité de production, de 300 à presque 700 véhicules par jour.

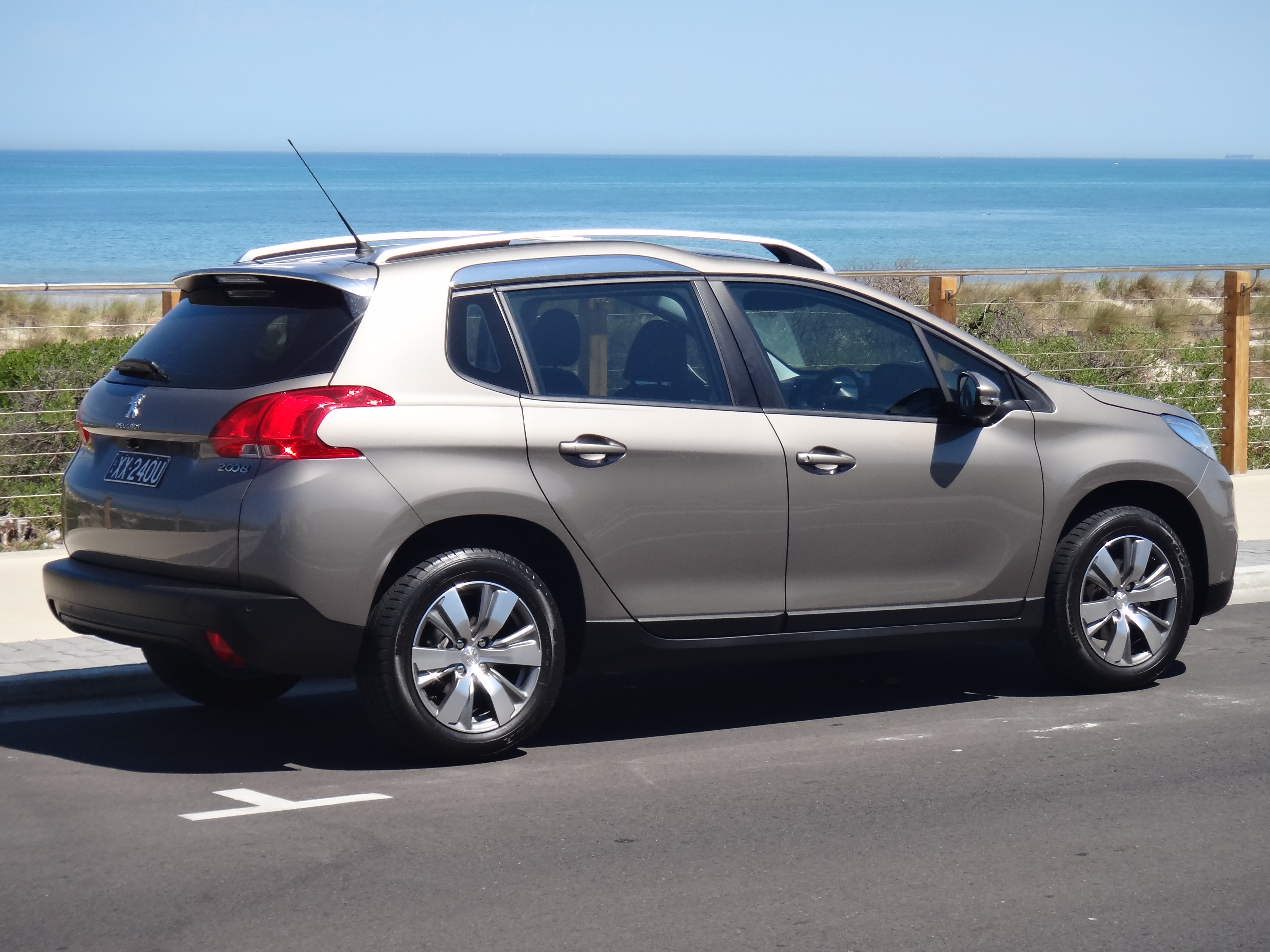
Peugeot 2008 I phase 1

Au salon de l'automobile de Sao Paulo, Peugeot présente des versions conceptuelles nommée Pyrit et Kyanit des 208 et 2008. La 208 Pyrit se distingue de l'originelle par des couleurs de cuivre et noires mates, des feux diurnes, des clignotants à LED, des pots d'échappement et des jantes spécifiques tandis que la 2008 Kyanit se différencie de la vraie 2008 par la coupe franche, une teinte bleue, des jantes de 18 pouces et aussi deux pots d'échappement.

## Production et ventes
La Peugeot 2008 est produite dans quatre villes différentes : 
- Mulhouse (France, de 2013 à 2019) : dans sa version européenne, 73 % de part de valeur du Peugeot 2008 est produite en France[2], ce qui lui permet d'accéder au label Origine France Garantie[3]).
- Wuhan (Chine, de 2014 à 2019)
- Porto Real (Brésil, depuis le 17 mars 2015[4] jusqu'à novembre 2023[5])
- Téhéran (Iran, depuis 2017[6])

Le graphique ci-dessous représente le nombre de 2008 vendues en tant que voitures particulières en France durant toutes les années de sa carrière.
Pour des raisons techniques, il est temporairement impossible d'afficher le graphique qui aurait dû être présenté ici.

| Année | Nombre de véhicules vendus en France | Évolution par rapport à l'année précédente |
| ----- | ------------------------------------ | ------------------------------------------ |
| 2013  | 28 011                               | -                                          |
| 2014  | 54 161                               | + 93 %                                     |
| 2015  | 63 204                               | + 14 %                                     |
| 2016  | 65 986                               | + 4 %                                      |
| 2017  | 67 979                               | + 3 %                                      |
| 2018  | 66 284                               | - 3 %                                      |
| 2019  | 59 218                               | - 12 %                                     |

## Caractéristiques techniques
| Moteur                          | Admission     | Cylindrée en cm3 | Puissance maxi en ch DIN (kW) à tr/min | Couple maxi N m à (tr/min) | Vitesse maxi en km/h | 0 à 100 km/h en secondes | Consommation mixte L/100 km | Rejet de CO2 g/km | Année de commercialisation       |
| ------------------------------- | ------------- | ---------------- | -------------------------------------- | -------------------------- | -------------------- | ------------------------ | --------------------------- | ----------------- | -------------------------------- |
| Essence                         |               |                  |                                        |                            |                      |                          |                             |                   |                                  |
| 1.2 PureTech BVM5/ETG5 (EB2)    | Atmosphérique | 1 199            | 82 ch (60) à 5 750                     | 118 à 2 750                | 169/170              | 13,5/15,4                | 4,9/4,3                     | 114/99            | 2013 -                           |
| 1.2 PureTech S&S BVM5 (EB2 DT)  | Turbo         | 1 199            | 110 ch (81) à 6 250                    | 205 à 1 750                | 188                  | 9,9                      | 4,7                         | 104-108           | 2015 - 2018 (BVM5) 2015 - (EAT6) |
| 1.6 VTi BVM5/BVA4 (EP6)         | Atmosphérique | 1 598            | 120 ch (90) à 6 000                    | 160 à 4 250                | 196/189              | 9,5/11,2                 | 5,9/6,5                     | 135/150           | 2013 - 2015                      |
| 1.2 PureTech S&S BVM6 (EB2 DTS) | Turbo         | 1 199            | 130 ch (100) à 5 000                   | 230 à 1 750                | 200                  | 9,3                      | 4,7                         | 106-109           | 2015 -                           |
| Diesel                          |               |                  |                                        |                            |                      |                          |                             |                   |                                  |
| 1.4 HDi (DV4TD)                 | Turbo         | 1 397            | 68 ch à 4 000                          | 160 à 1 750                | 159                  | 14,9                     | 4                           | 104               | 2013 - 2015                      |
| 1.6 BlueHDi (DV6FETED)          | Turbo         | 1 560            | 75 ch à 3 500                          | 233 à 1 750                | 165                  | 13,8                     | 3,7                         | 97                | 2015 - 2018                      |
| 1.6 e-HDi BVM5/ETG6 (DV6DTED)   | Turbo         | 1 560            | 92 ch à 4 000                          | 230 à 1 750                | 181/180              | 11,5/12,66               | 4/3,8                       | 103/98            | 2013 - 2015                      |
| 1.6 BlueHDi (DV6FDTED)          | Turbo         | 1 560            | 100 ch à 3 500                         | 254 à 1 750                | 180                  | 11,3                     | 3,6                         | 95                | 2015 - 2018                      |
| 1.6 e-HDi (DV6CTED)             | Turbo         | 1 560            | 115 ch à 3 600                         | 270 à 1 750                | 188                  | 10,4                     | 4                           | 105               | 2013 - 2015                      |
| 1.6 BlueHDi (DV6FCTED)          | Turbo         | 1 560            | 120 ch à 3 500                         | 300(320) à 1 750           | 192                  | 9,6                      | 3,7                         | 96                | 2015 - 2018                      |

### Évolution des motorisations
|                  | 2013         | 2014         | 2015         | 2016         | 2017         | 2018         | 2019         |
| ---------------- | ------------ | ------------ | ------------ | ------------ | ------------ | ------------ | ------------ |
| 1.2 PureTech 82  | disponible   | disponible   | disponible   | disponible   | disponible   | disponible   | disponible   |
| 1.2 PureTech 110 | indisponible | indisponible | disponible   | disponible   | disponible   | disponible   | disponible   |
| 1.6 VTi 120      | disponible   | disponible   | indisponible | indisponible | indisponible | indisponible | indisponible |
| 1.2 PureTech 130 | indisponible | indisponible | disponible   | disponible   | disponible   | disponible   | disponible   |
| 1.4 HDi 68       | disponible   | disponible   | indisponible | indisponible | indisponible | indisponible | indisponible |
| 1.6 BlueHDi 75   | indisponible | indisponible | disponible   | disponible   | disponible   | indisponible | indisponible |
| 1.6 e-HDi 92     | disponible   | disponible   | indisponible | indisponible | indisponible | indisponible | indisponible |
| 1.5 BlueHDi 100  | indisponible | indisponible | indisponible | indisponible | indisponible | disponible   | disponible   |
| 1.6 BlueHDi 100  | indisponible | indisponible | disponible   | disponible   | disponible   | indisponible | indisponible |
| 1.6 e-HDi 115    | disponible   | disponible   | indisponible | indisponible | indisponible | indisponible | indisponible |
| 1.6 BlueHDi 120  | indisponible | indisponible | disponible   | disponible   | disponible   | disponible   | disponible   |

|                  | 2013                                                | 2014                  | 2015                                                | 2016                  | 2017                  | 2018                                      | 2019                  |
| ---------------- | --------------------------------------------------- | --------------------- | --------------------------------------------------- | --------------------- | --------------------- | ----------------------------------------- | --------------------- |
| 1.2 PureTech 82  | Lancement avec les boîtes de vitesses BVM5 et ETG5. | (aucune modification) | Suppression de la boîte de vitesses ETG5.           | (aucune modification) | (aucune modification) | (aucune modification)                     | (aucune modification) |
| 1.2 PureTech 110 | (indisponible)                                      | (indisponible)        | Lancement avec les boîtes de vitesses BVM5 et EAT6. | (aucune modification) | (aucune modification) | Suppression de la boîte de vitesses BVM5. | (aucune modification) |
| 1.6 VTi 120      | Lancement avec les boîtes de vitesses BVM5 et BVA4. | (aucune modification) | Remplacement par le 1.2 PureTech 110.               | (indisponible)        | (indisponible)        | (indisponible)                            | (indisponible)        |
| 1.2 PureTech 130 | (indisponible)                                      | (indisponible)        | Lancement avec la boîte de vitesses BVM6.           | (aucune modification) | (aucune modification) | (aucune modification)                     | (aucune modification) |
| 1.4 HDi 68       | Lancement avec la boîte de vitesses BVM5.           | (aucune modification) | Remplacement par le 1.6 BlueHDi 75.                 | (indisponible)        | (indisponible)        | (indisponible)                            | (indisponible)        |
| 1.6 BlueHDi 75   | (indisponible)                                      | (indisponible)        | Lancement.                                          | (aucune modification) | (aucune modification) | Suppression.                              | (indisponible)        |
| 1.6 e-HDi 92     | Lancement avec les boîtes de vitesses BVM5 et ETG5. | (aucune modification) | Remplacement par le 1.6 BlueHDi 100.                | (indisponible)        | (indisponible)        | (indisponible)                            | (indisponible)        |
| 1.5 BlueHDi 100  | (indisponible)                                      | (indisponible)        | (indisponible)                                      | (indisponible)        | (indisponible)        | Lancement avec la boîte de vitesses BVM6. | (aucune modification) |
| 1.6 BlueHDi 100  | (indisponible)                                      | (indisponible)        | Lancement avec la boîte de vitesses BVM5.           | (aucune modification) | (aucune modification) | Remplacement par le 1.5 BlueHDi 100.      | (indisponible)        |
| 1.6 e-HDi 115    | Lancement avec la boîte de vitesses BVM6.           | (aucune modification) | Remplacement par le 1.6 BlueHDi 120.                | (indisponible)        | (indisponible)        | (indisponible)                            | (indisponible)        |
| 1.6 BlueHDi 120  | (indisponible)                                      | (indisponible)        | Lancement avec la boîte de vitesses BVM6.           | (aucune modification) | (aucune modification) | (aucune modification)                     | (aucune modification) |

### Sécurité
En 2013, l'organisme Euro NCAP décerne à la Peugeot 2008 la note maximale en matière de sécurité avec 5 étoiles.

## Finitions
- Access
- Active
- Allure
- Féline Titane
- Féline Cuivre
- GT Line (depuis 2016)

## Séries spéciales
- Crossway (2014, basée sur la finition Allure)[10],[11]
- Style (2014, basée sur la finition Active)[10]
- Urban Cross (2014, 1re collection)[12]
- Red Urban Cross (2014)
- Crossway (2015, 2e collection)[11]
- Urban Cross (2015, 2e collection)[12]
- Style (2016[13])
- Signature (2019, basée sur la finition Active)[10]

## Restylage
Peugeot présente le 18 février 2016 une version restylée de la 2008. Elle profite notamment d'une calandre réactualisée, plus verticale et avec le logo en son milieu, mais aussi d'élargisseurs d'ailes et de nouvelles teintes de carrosserie. Les feux arrière adoptent une nouvelle signature lumineuse à LED typique de Peugeot, arborant les trois griffes du lion. 
À l'intérieur, de nouvelles selleries et des décors intérieurs inédits apparaissent, avec de nouveaux équipements tels que l'Active City Brake (frein d'urgence en ville), la caméra de recul et la nouvelle version du Mirror Screen (duplication du smartphone sur l'écran tactile du véhicule) qui reçoit le protocole CarPlay d'Apple en plus du MirrorLink d'Android. Une finition GT Line, similaire à celle de ses cousines 208, 308 et 508, est ajoutée pour venir chapeauter la gamme. 

Peugeot 2008 restylée
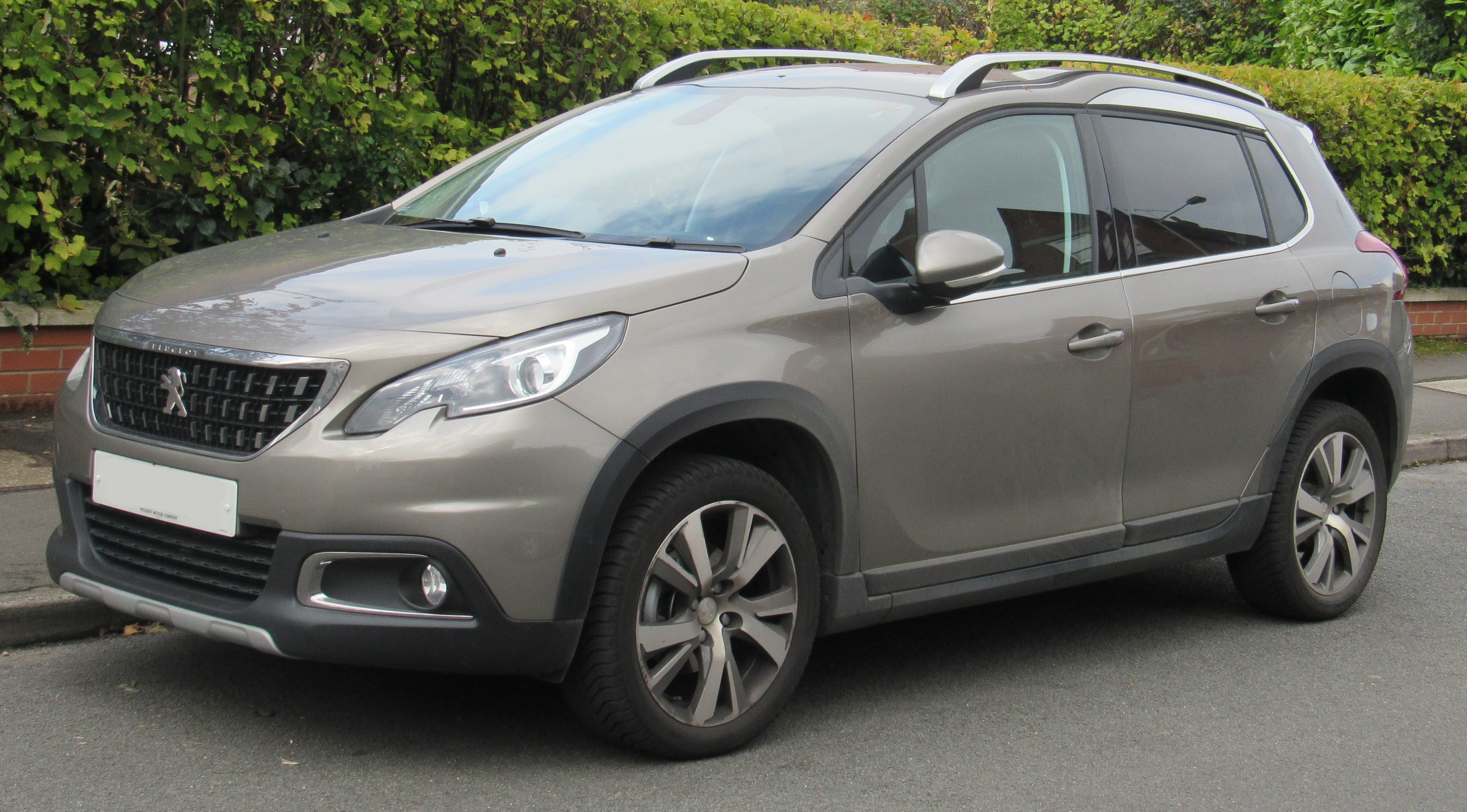
Vue de face.
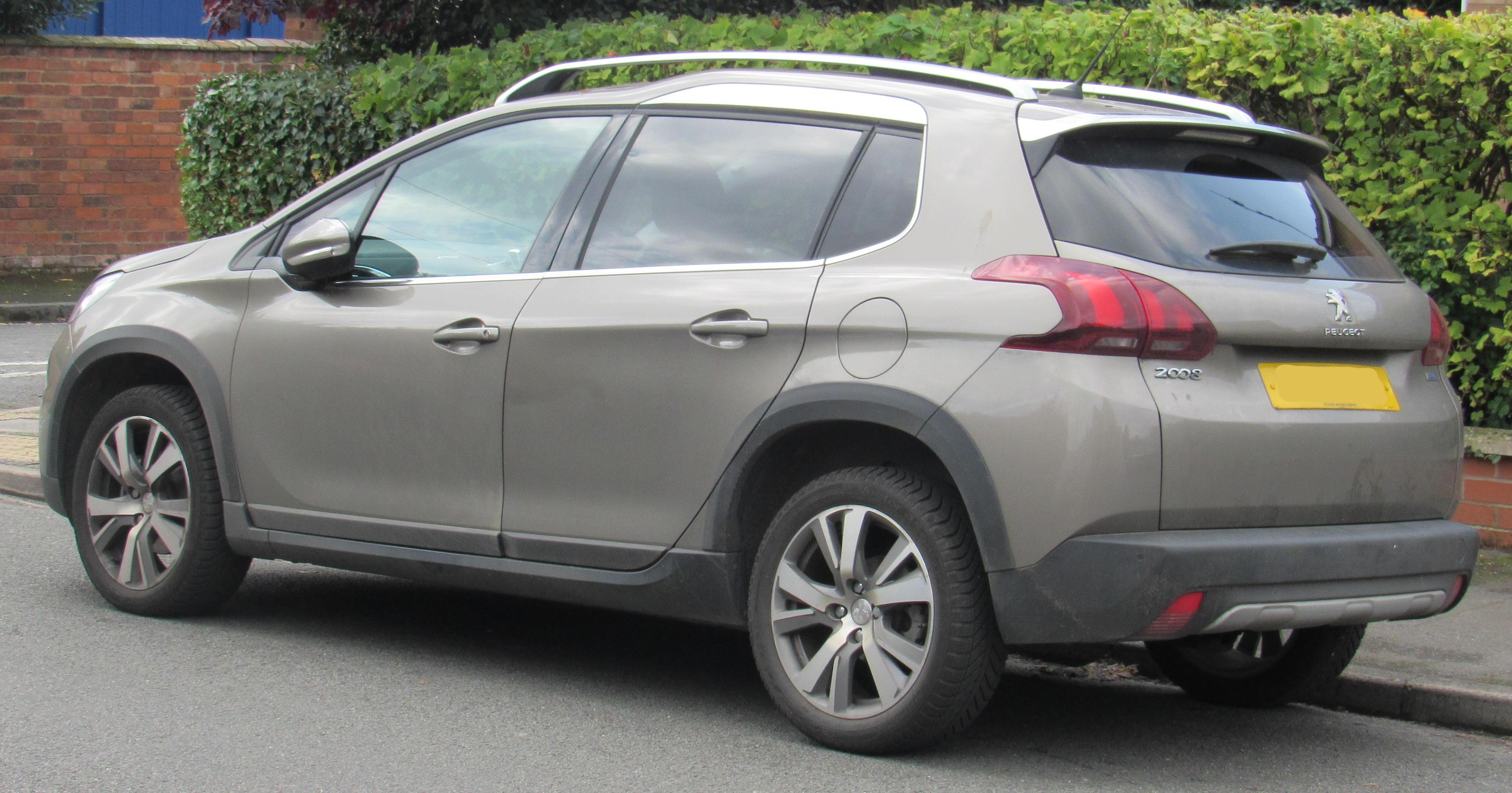
Vue de l'arrière.
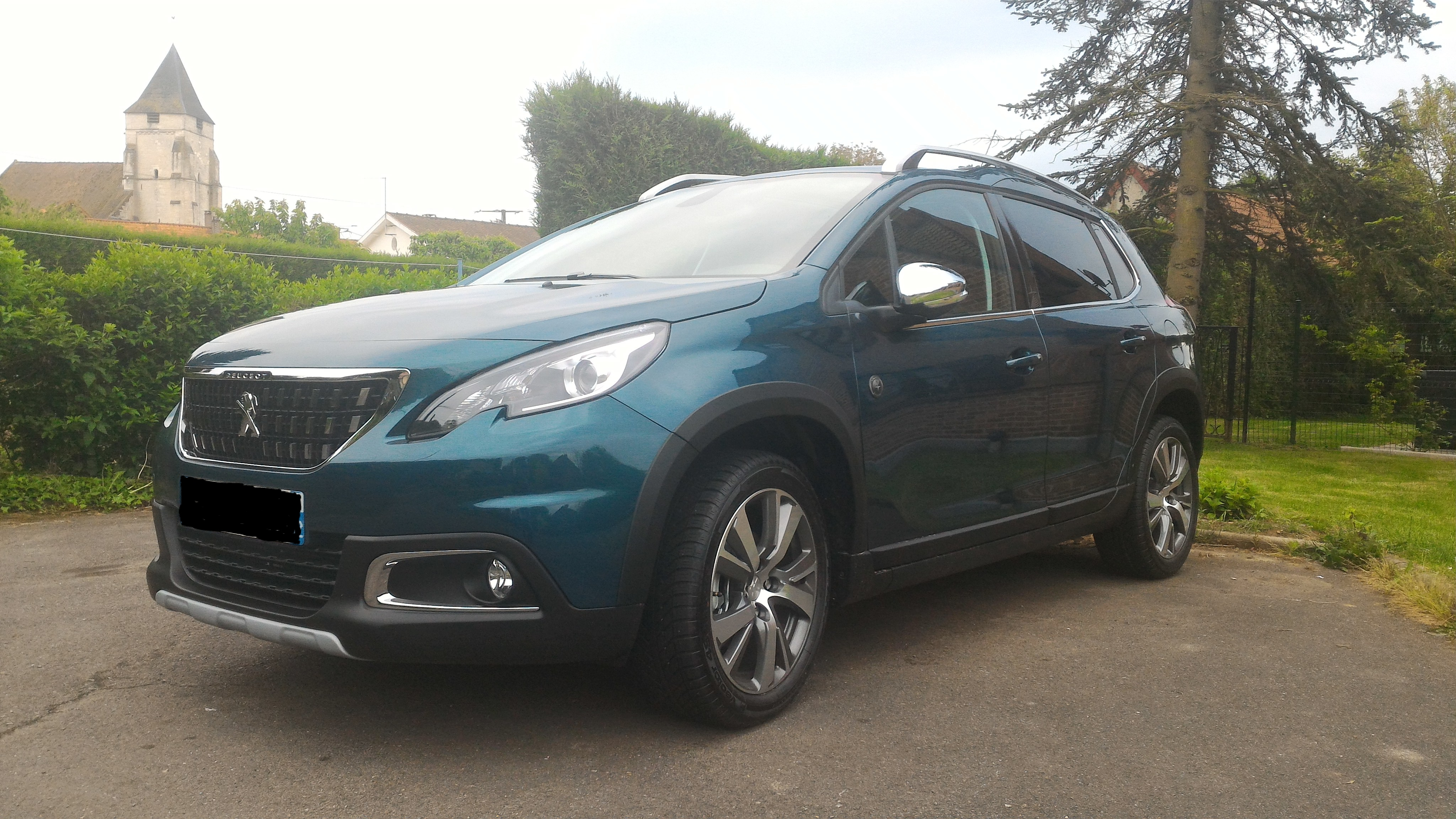
Le Peugeot 2008 restylé dans sa nouvelle couleur, Emerald Crystal.

En Amérique du Sud, la première génération de 2008 continue d'être produite et vendue. Elle y reçoit en 2019 un restylage inédit qui la rapproche du 3008 II. 
En juin 2022, pour l'année-modèle 2023, le Peugeot 2008 sud-américain reçoit un traitement bi-ton inédit (toit, rétroviseurs, une partie du hayon et quelques autres éléments).  

La production de cette première génération est arrêtée en novembre 2023, avec le début de la fabrication de la deuxième génération en Amérique du Sud, qui commence en Argentine en janvier 2024. 

## Peugeot 2008 DKR

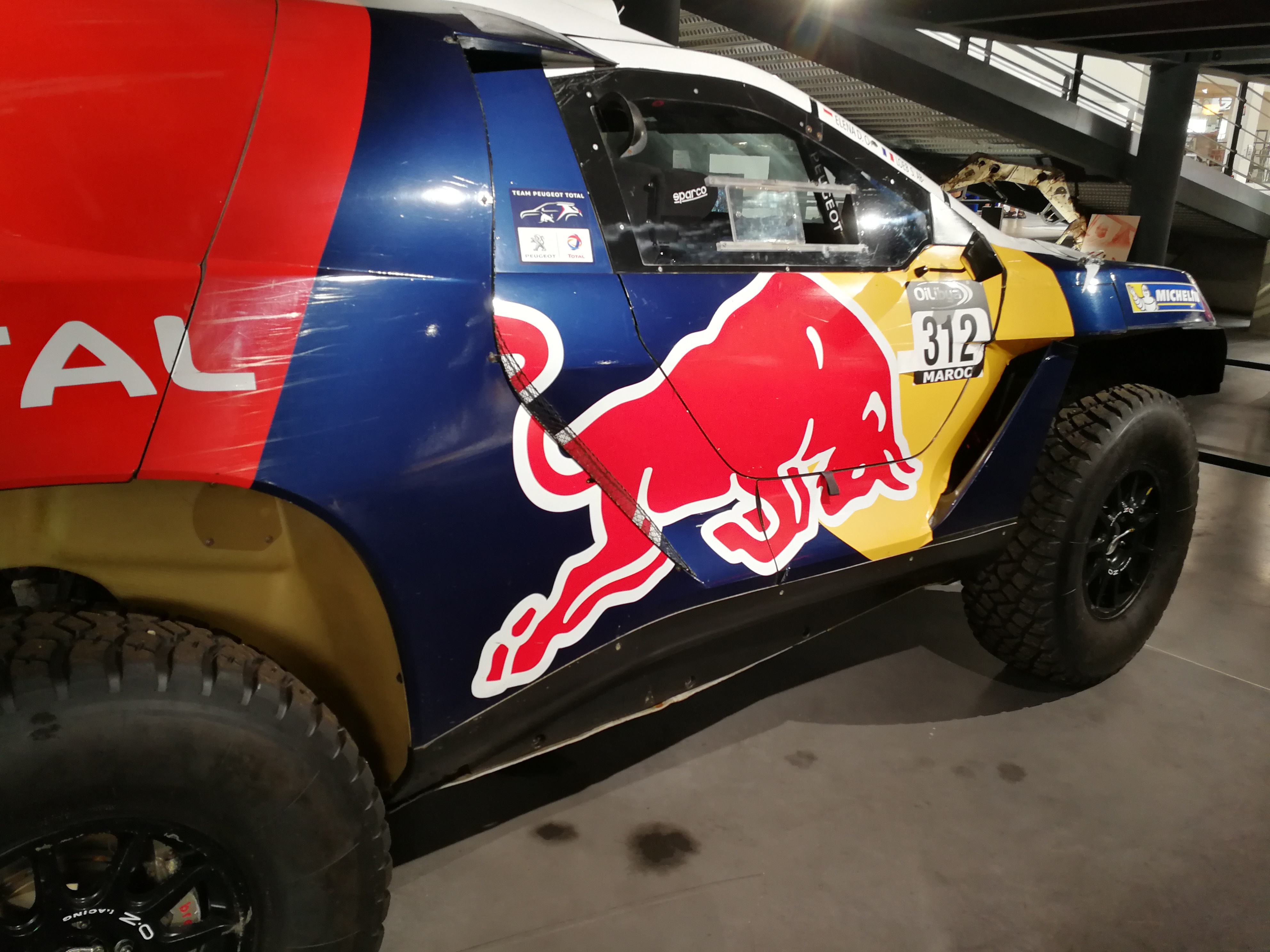
Vue latérale

Peugeot, vainqueur du Paris-Dakar de 1987 à 1990 annonce en mars 2014 son retour en rallye raid. Trois équipages sont au volant d'une Peugeot 2008 dans l'édition 2015 du Dakar : les Français Stéphane Peterhansel et Jean-Paul Cottret, les Espagnols Carlos Sainz et Lucas Cruz et les Français Cyril Despres (dont c'est le premier Dakar auto après cinq victoires en moto) et Gilles Picard. Au cours de la saison de rallye-raid, David Castera remplace Gilles Picard comme copilote de Cyril Despres.
En 2016, ils sont rejoints par le nonuple champion du monde de rallye Sébastien Loeb et son copilote habituel Daniel Elena ; les 2008 sont profondément retravaillées. Peterhansel et Cottret remportent le Dakar, gagnant les étapes 4, 6 et 10, tandis que le duo Loeb-Elena, pour sa première apparition, finit neuvième en accrochant les étapes 2, 3, 5 et 13. Le duo Despres-Castera termine septième sans victoire d'étape et le duo Sainz-Cruz remporte les étapes 7 et 9 avant d'abandonner dans la dixième.
Le 23 juillet de la même année, la 2008 DKR de Despres et Castera remporte le Rallye de la Route de la Soie, devant quatre Mini. La deuxième 2008 DKR est celle de Sébastien Loeb et Daniel Elena, septièmes au classement général.

### Vainqueur du Rallye Dakar
| Saison | Vainqueurs           | Vainqueurs        | Vainqueurs       |
| Saison | Pilote               | Copilote          | Voiture          |
| ------ | -------------------- | ----------------- | ---------------- |
| 2016   | Stéphane Peterhansel | Jean-Paul Cottret | Peugeot 2008 DKR |

### Motorisation
|                   | 3.0 HDi                     | 3.0 HDi                     |
| ----------------- | --------------------------- | --------------------------- |
| Moteur            | 6 cylindres en V            | 6 cylindres en V            |
| Cylindrée         | 2992                        | 2992                        |
| Puissance maxi    | 340 ch                      | 350 ch                      |
| Couple maxi       | 600 N m à 7 800 tr/min      | 800 N m à 5 000 tr/min      |
| Boîte de vitesses | Séquentielle à six rapports | Séquentielle à six rapports |
| Vitesse maxi      | 200                         | 200                         |
| Année             | 2015                        | 2016                        |